# ポルトガルギター

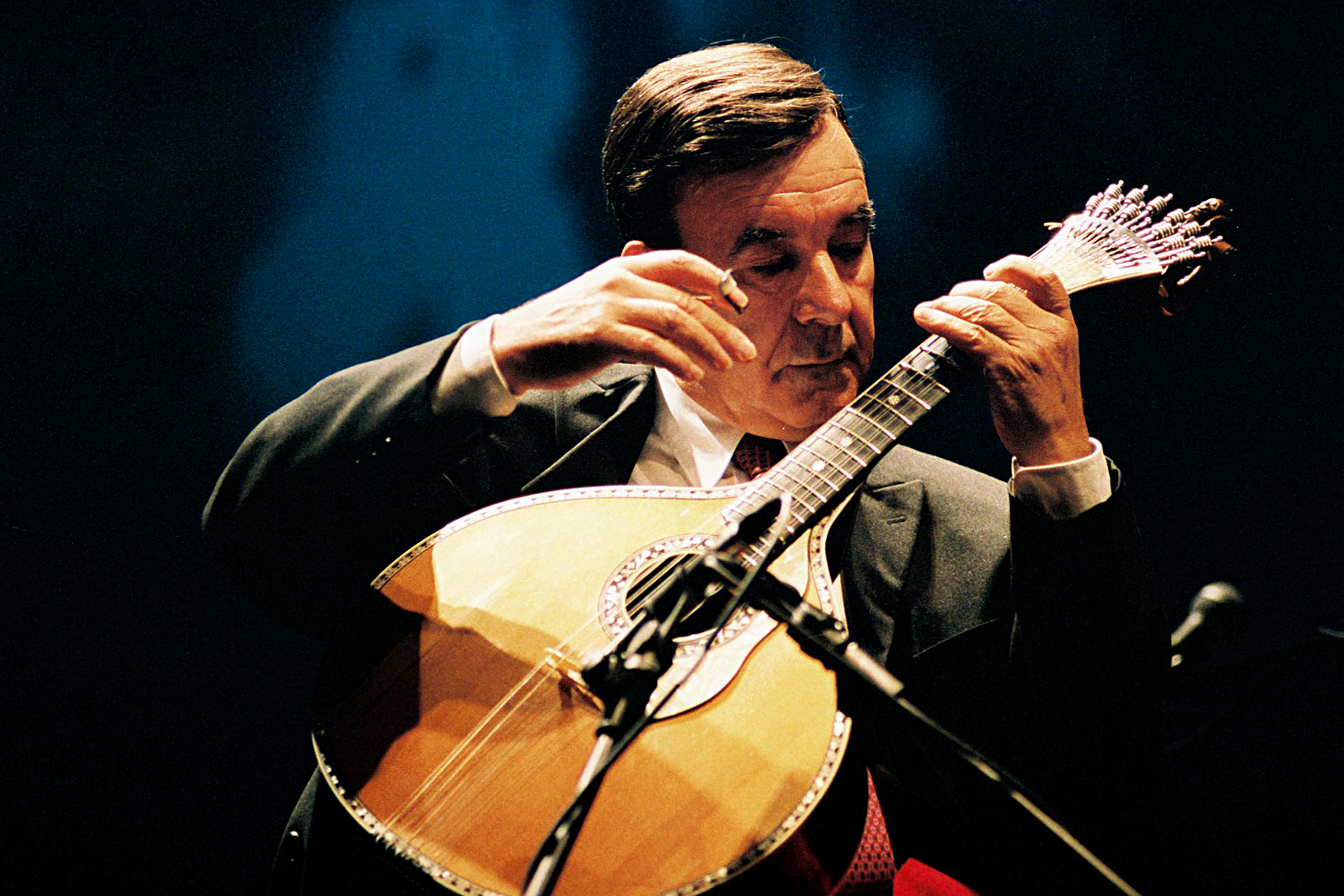
ポルトガルギター

ポルトガルギター(Portuguese guitar（英語）, Guitarra portuguesa（ポルトガル語）)は12弦の弦楽器、ポルトガルの民族楽器である。
起源は曖昧であるが、楽器学的にギターとの関連性は薄く、おそらくはイングリッシュ・ギターとシターンの融合から生まれたと考えられている。イングリッシュ・ギター、シターンについては今日に伝わっておらず、ポルトガルギター以上に謎が多いが、いずれもリュート属の弦楽器である。ポルトガルギターという名称は原語のギターハ・ポルトゥゲーザの直訳だが、ポルトガルではこの楽器をギターハと呼び、一般的なクラシックギターをヴィオラと呼ぶ。
ギターとともにファドの重要な楽器である。それぞれの地方でのファドの発達に伴い、リスボン型とコインブラ型という弦長・ボディ・ヘッドの形状の違う2種類がある。

リスボン調弦は「d(細弦)とD(太弦)、a1(細弦)とa(太弦)、b1(細弦)とb(太弦)(以上の3コースの調弦はオクターブ違い)、eとe、a1とa1、b1とb1(以上、同音)」である。

コインブラ調弦は全体的に「一音下げチューニング」になる(下記の写真の解説を参照)。
リュート同様、特殊な幾何学模様に彫られたサウンドホールがあり、弦はスチール製で、6コースの全く同じに調律された複弦。主にクラシック・ギターとの協奏で伴奏に用いられるほか、合奏用ギターの一種であるヴィオラ・バイショ(4弦ベースギター)との三重奏、また独奏、合奏でも用いられる。基本的には歌(ファド)の伴奏用として定着し、器楽曲で用いられるようになったのはそう昔の話ではない。
日本のポルトガルギター奏者も存在しており、代表する演奏家としてアコースティックユニット「マリオネット」の湯淺隆がいる。

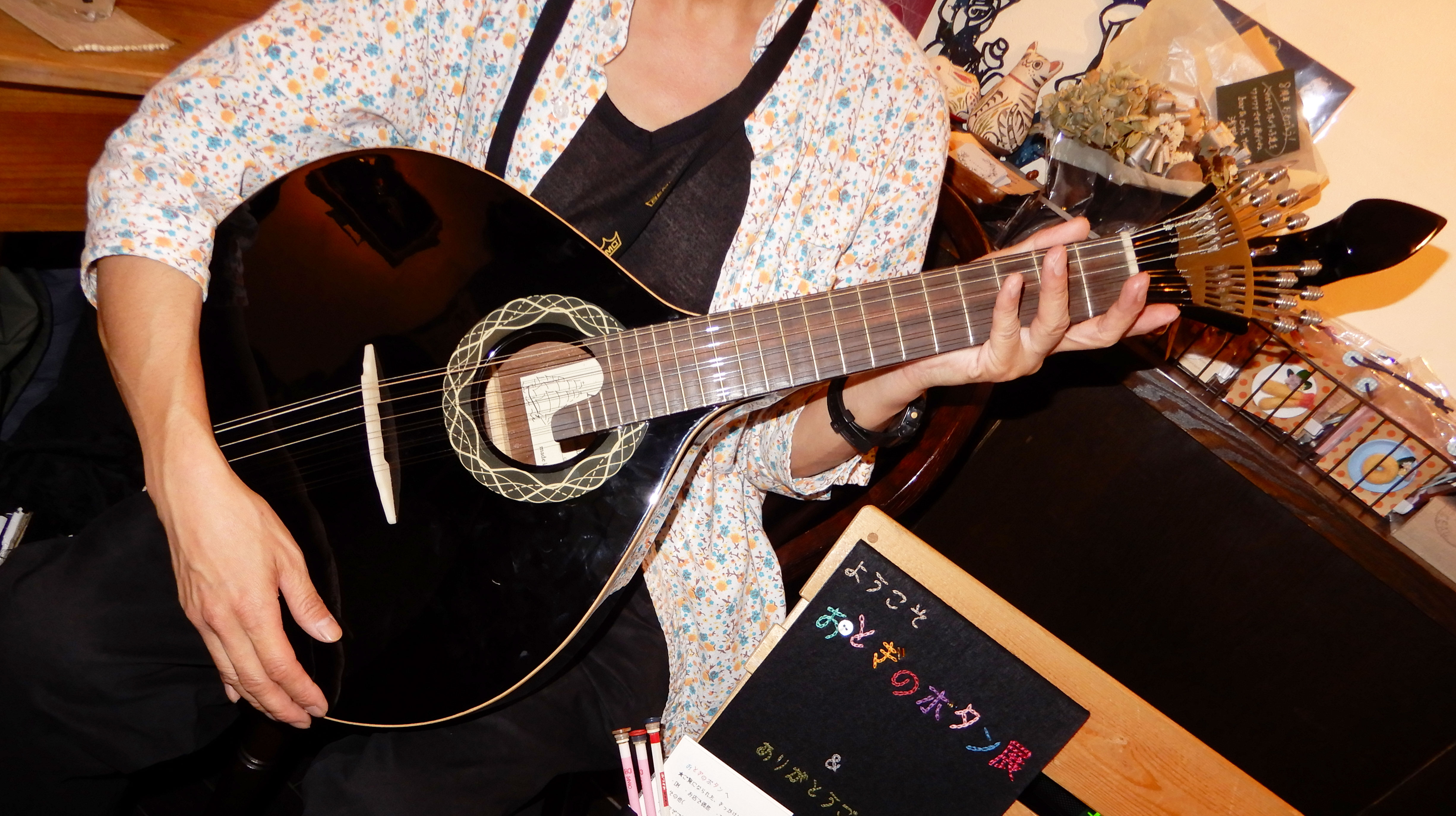
12弦6コース、コインブラ型のポルトガルギター。
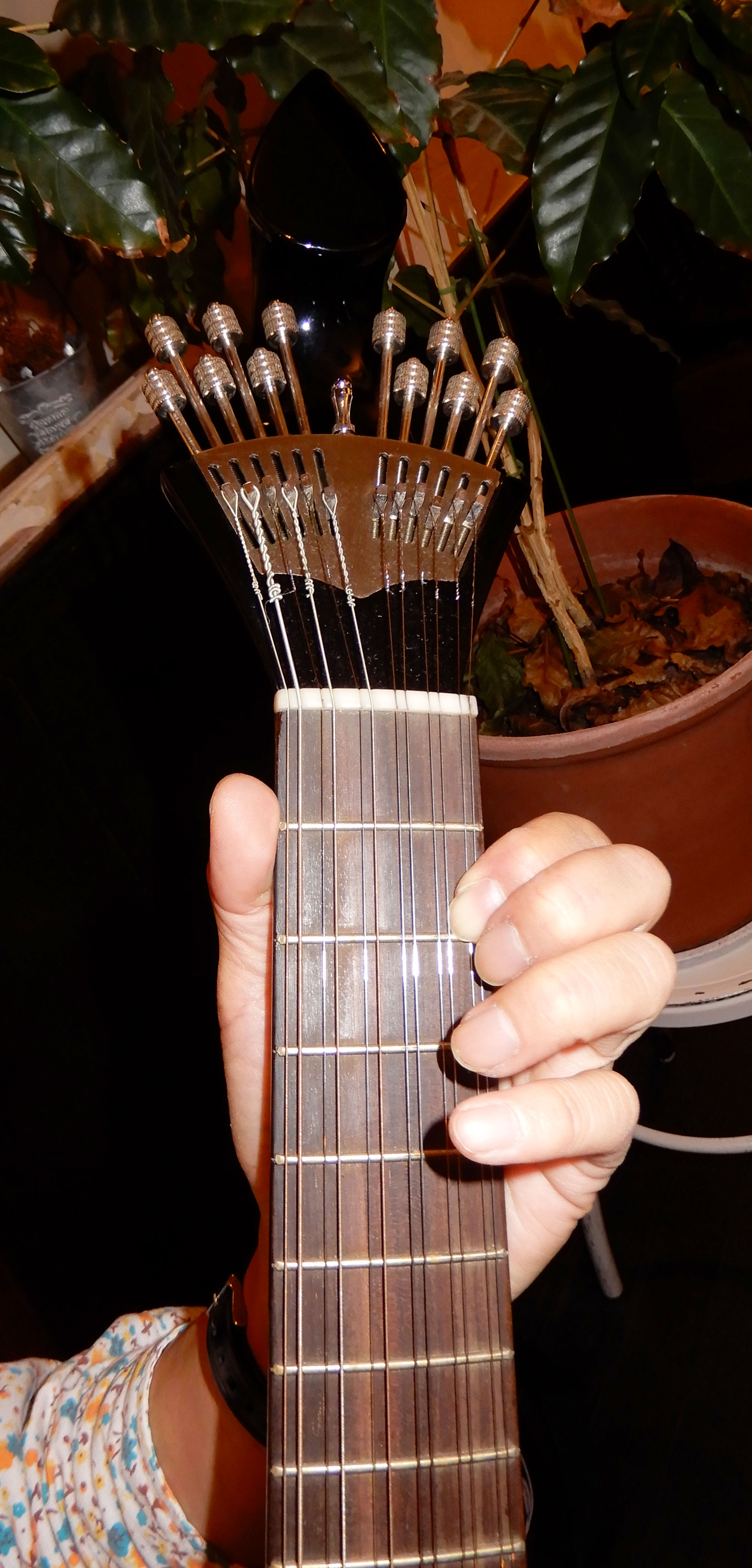
左の楽器の弦の拡大写真。コインブラ調弦。向かって左から、c(細弦)とC(太弦)、g1(細弦)とG(太弦)、a1(細弦)とa(太弦)(以上の3コースの調弦はオクターブ違い)、dとd、g1とg1、a1とa1(以上、同音)。
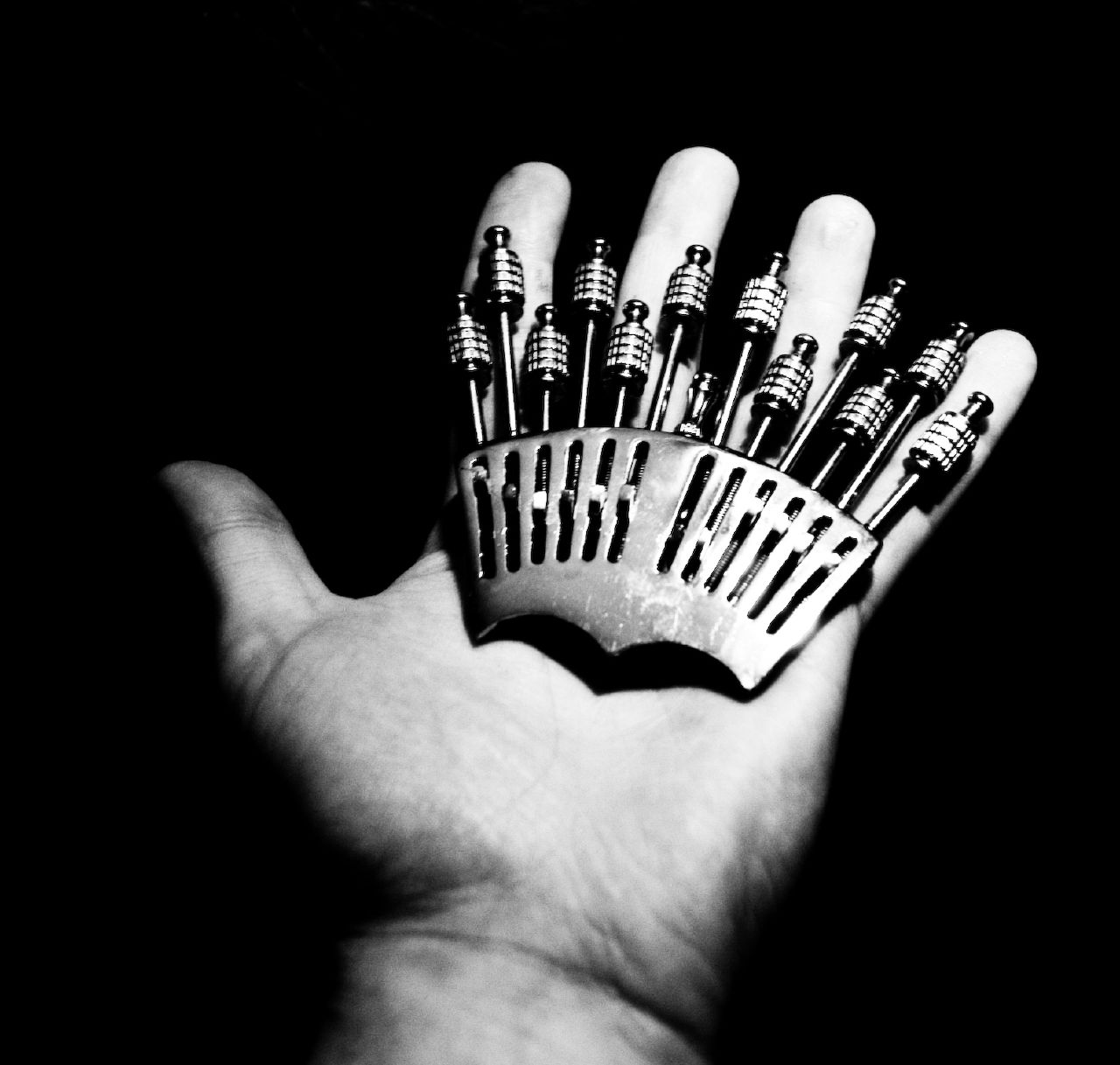
糸巻きの形状は独特である。
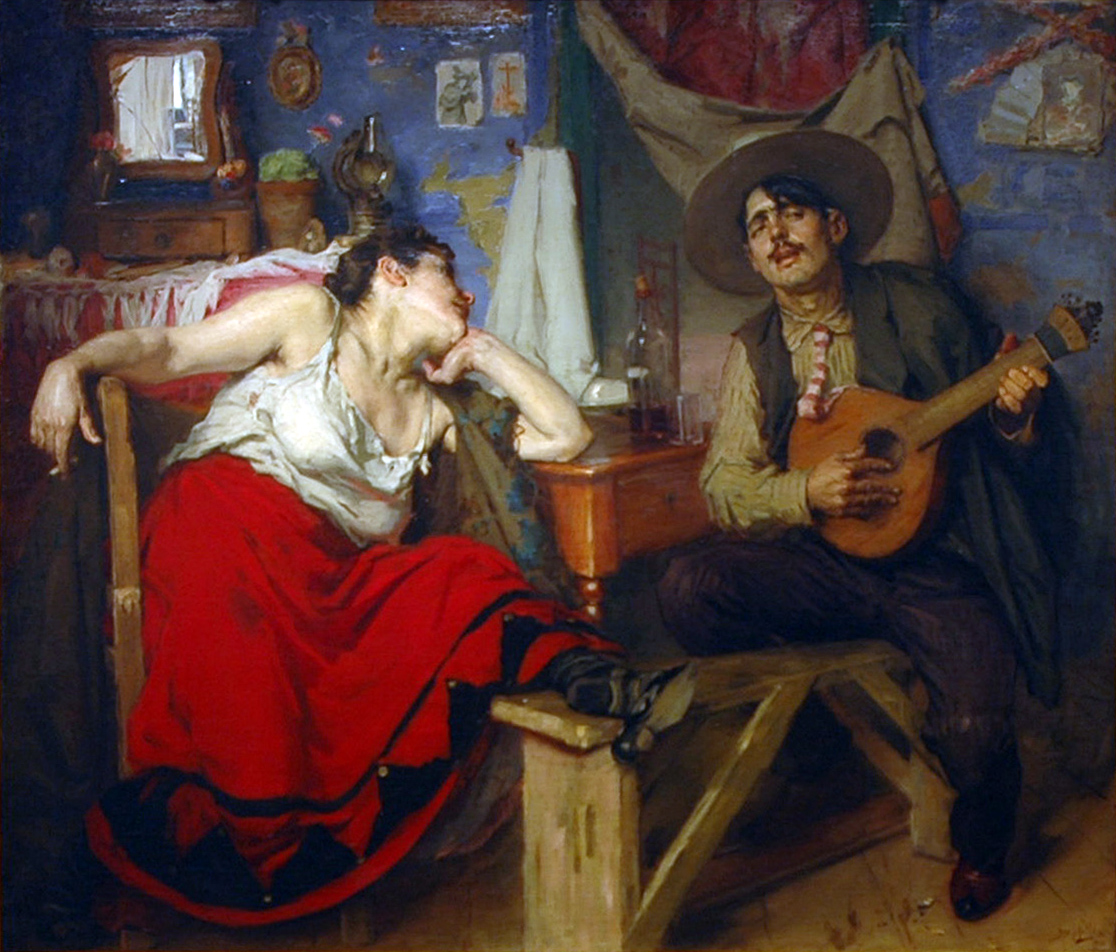
José Malhoa 『O Fado』 (1910)